# 苦娃達
苦娃達一词源自法语词汇Couvade的音译，又称“产翁制”，是一種丈夫假分娩的風俗，這種風俗是指新生兒在出生時，丈夫臥床假裝陣痛，並且抱怨生產所帶來的痛苦，而妻子則是在分娩後立刻下床工作，伺候丈夫。